# Nadezjda Nejnski

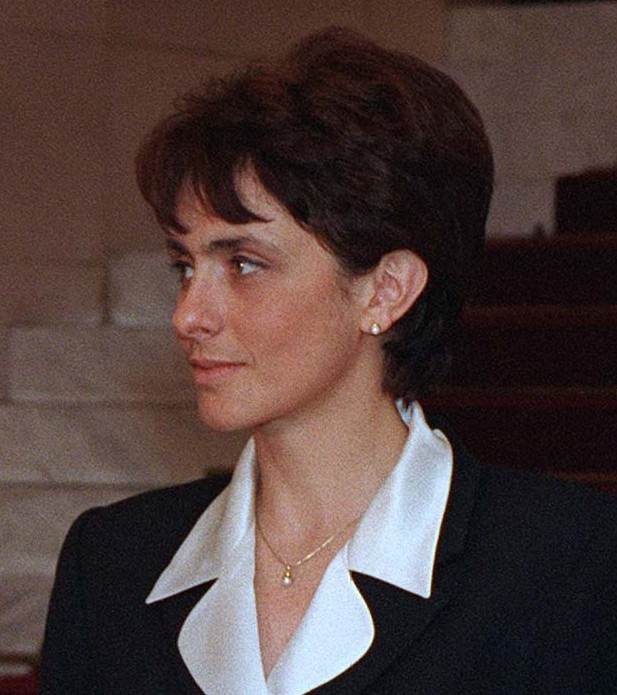
Nadezjda Nejnski

Nadezjda Nikolova Nejnski (Bulgaars: Надежда Николова Нейнски (Михайлова)) (Sofia, 9 augustus 1962), ook bekend als Nadezjda Michajlova, is een Bulgaars politica. Ze was van 1997 tot 2001 minister van Buitenlandse Zaken en van 2009 tot 2014 lid van het Europees Parlement voor de Blauwe Coalitie.

## Levensloop
Na de Spaanstalige middelbare school van Sofia, heeft Nejnski taalkunde gestudeerd aan de St. Kliment Ohridski-Universiteit en hierin ook een mastergraad in behaald. Na haar studie is ze gaan werken als freelance journalist en vertaler van Spaanse poëzie en Engelse literatuur. Dit deed ze tot 1991, in dat jaar begon haar politieke carrière als 'hoofd van de afdeling buitenlandse betrekkingen bij de Radicale Partij. Na dit een jaar gedaan te hebben is ze voor korte tijd naar de Verenigde Staten vertrokken om daar deel te nemen aan het 'US Congress Foreign Policy and Public Relations' programma. In dit programma was ze werkzaam op het kantoor van Republikeins Congreslid David Drier. Tijdens de verkiezingen van 1991 was ze vervolgens woordvoerder van de Unie van Democratische Krachten (SDS). Na de verkiezingen werd ze woordvoerder van het centrumlinkse kabinet-Dimitrov en van de Raad van Ministers. Tijdens de verkiezingen van 1994 werd ze vervolgens verkozen tot lid van de Nationale Vergadering. Ook tijdens de verkiezingen van 1997 wist ze een zetel te bemachtigen, echter werd ze in dat jaar geen parlementslid maar minister van Buitenlandse Zaken in het kabinet van Ivan Kostov. Deze functie bekleedde ze tot de verkiezingen van 2001, tijdens deze verkiezingen werd ze wederom gekozen tot lid van de Nationale Vergadering. Tijdens deze zittingsperiode was ze vanaf 2002 fractievoorzitter van de SDS in het parlement en voorzitter van deze partij, dit alles bleef ze tot de verkiezingen van 2005 waar ze ook met succes aan deelnam. Van 2005 tot 2009 was ze in de Nationale Vergadering lid van de Commissie Europese zaken en ze was ondervoorzitter van de Nationale Vergadering. Tijdens de Europese Parlementsverkiezingen van 2009 werd ze gekozen tot lid van het Europees Parlement. Tijdens de Europese Parlementsverkiezingen van 2014 stelde Nejnski zich wederom verkiesbaar, ze werd tijdens de verkiezingen echter niet herkozen.

## Europees Parlement
In het Europees Parlement was Nejnski met de Blauwe Coalitie lid van de fractie van de Europese Volkspartij (EVP). In het Europees Parlement was ze betrokken bij de volgende commissies en delegaties:
- Lid van de 'Begrotingscommissie'
- Lid van de 'Delegatie in de parlementaire samenwerkingscommissie EU-Rusland'
- Lid van de 'Delegatie voor de betrekkingen met de Parlementaire Vergadering van de NAVO'
- Plaatsvervanger in de 'Commissie buitenlandse zaken'
- Plaatsvervanger in de 'Subcommissie veiligheid en defensie'
- Plaatsvervanger in de 'Delegatie voor de betrekkingen met de Maghreblanden en de Unie van de Arabische Maghreb'

Nejnski is, ondanks haar vertrek uit het Europees Parlement, voorzitter de van de SME Europe. Dit is een mede door haar opgerichte, organisatie binnen de EVP die streeft naar een goed Europees beleid voor het mkb.

## Onderscheidingen
- Speciale gouden onderscheiding van de Amerikaanse Academy of Achievements
- Orde van het Koninkrijk Denemarken, eerste klasse
- Medaille toegekend door de Republiek Malta
- Ereteken, Venetië
- Ridder in het Legioen van Eer
- Kruis van de orde voor publiek dienstbetoon, toegekend door de koning van Spanje
- B'nai B'rith-medaille voor tolerantie

## Persoonlijk
Eind 2006 scheidde Nejnski na 23 jaar huwelijk van haar man 'Kamen Mihaylov', tijdens dit huwelijk kreeg ze twee dochters. Op 3 oktober 2009 trouwde ze met zakenman Svetlin Nejnski in de Bulgaarse ambassade van Madrid.